# 9476 Vincenthuang
9476 Vincenthuang este o planetă minoră (asteroid), cu un diametru de 8,611 km, din centura de asteroizi. A fost descoperită pe 17 august 1998 la Experimental Test Site⁠(d) de Lincoln Near-Earth Asteroid Research. 
Obiectul prezintă o orbită caracterizată de o semiaxă mare de 2,4528415 UAi, o excentricitate de 0,11, o înclinație de 4,48801 ° în raport cu ecliptica.